# Spoorlijn Uelzen - Dannenberg
De spoorlijn Uelzen - Dannenberg was een Duitse spoorlijn in Nedersaksen en was als spoorlijn 1963 onder beheer van DB Netze.

## Geschiedenis
De bouw van het traject startte in de zomer van 1914. Door de Eerste Wereldoorlog werd deze stilgelegd en niet voor 1920 hervat, het traject werd vervolgens voltooid door de Deutsche Reichsbahn en geopend op 15 april 1924.  
Op 30 mei 1975 werd het personenvervoer stilgelegd, op 1 juni 1996 werd de lijn gesloten. Thans is de volledige lijn nog steeds aanwezig echter niet meer berijdbaar, bij diverse overwegen is het asfalt over de rails gelegd. 

## Aansluitingen
In de volgende plaatsen is of was er een aansluiting op de volgende spoorlijnen:
Uelzen
DB 1720, spoorlijn tussen Lehrte en Cuxhaven
DB 1960, spoorlijn tussen Uelzen en Langwedel
DB 6899, spoorlijn tussen Stendal en Uelzen
Dannenberg West
DB 6905, spoorlijn tussen Salzwedel en Dannenberg